# Málta himnusza

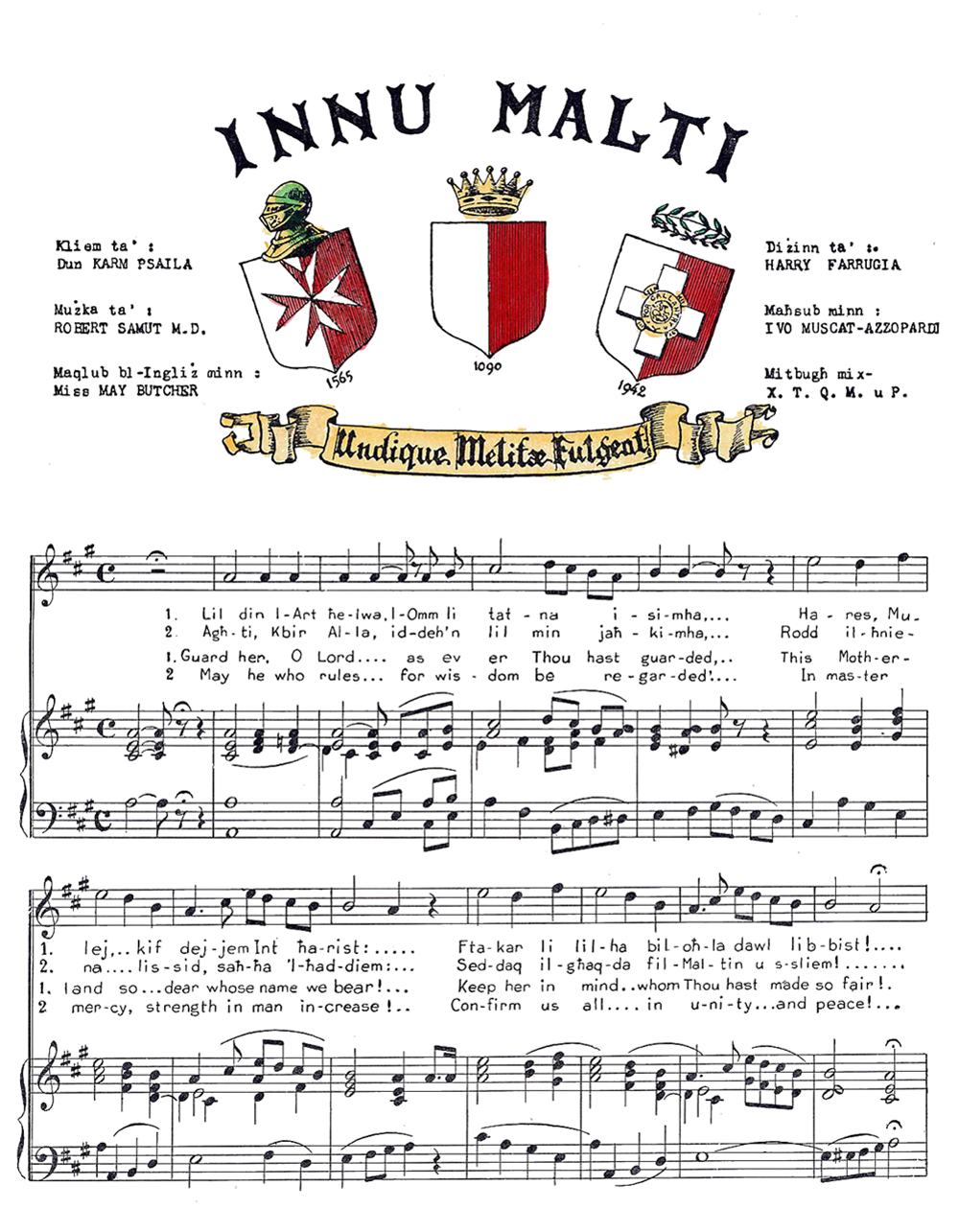
A himnusz szövege és kottája

A L-Innu Malti Málta nemzeti himnusza. Dr. A. V. Laferla, a máltai általános iskolák igazgatója bízta meg Karmenu Psaila (Dun Karm) ismert pap-költőt 1922-ben, hogy írjon iskolai indulót dr. Robert Sammut zenéjére. Dun Karmnak, miközben írta a szöveget, az az ötlete támadt, hogy ima formájában írja meg.
Dun Karm, akit Málta nemzeti költőjeként tisztelnek, át akarta hidalni a politikai pártok közti szakadékot és egyesíteni akarta a népet a vallás és hazaszeretet erejével. A himnuszt 1923. február 3-án énekelték először az akkori Manoel Színházban (ma Nemzeti Színház), majd 1936-ban hangzott el először nyilvánosan a vallettai King's Own Band Club előadásában. 1941 februárjában lett az ország hivatalos nemzeti himnusza, amit az 1974-es alkotmány is rögzített.

## Máltai szöveg
Lil din l-art ħelwa, l-Omm li tatna isimha,
Ħares, Mulej, kif dejjem Int ħarist:
Ftakar li lilha bl-oħla dawl libbist.
Agħti, kbir Alla, id-dehen lil min jaħkimha,
Rodd il-ħniena lis-sid, saħħa 'l-ħaddiem:
Seddaq il-għaqda fil-Maltin u s-sliem.

## Magyar fordítás
(May Butcher angol fordítása alapján)
Istenem, ahogy még nem vigyáztál senkire,
Úgy vigyázz édes anyaföldünkre, amelytől nevünket kaptuk.
Tartsd gondolataidban Őt, kit oly szépnek teremtettél!
Bölcsességéért tiszteljék az Urat,
Legyen könyörületes az Úr és erős az ember:
Erősíts meg bennünket az egységben és békében!